# MIÉP-Jobbik Aliança de Partits Tercera Via
MIÉP-Jobbik Aliança de Partits Tercera Via (hongarès MIÉP – Jobbik a Harmadik Út szerkesztése) és una coalició electoral d'Hongria creada el 2005 i dirigida per István Csurka. Està formada pel Partit Hongarès de Justícia i Vida (MIÉP), pel Moviment per a una Hongria Millor (Jobbik) i el Partit Independent Cívic de Petits Propietaris i Treballadors Agraris. La nova formació política va ser registrada amb el nom de Tercera Via (Harmadik Út) i que manté objectius nacionalistes, pretén parlar en nom de cristians, reclama els drets de les minories hongareses als països veïns i un programa de "llei i ordre" per tal de reprimir la delinqüència.
A les eleccions legislatives hongareses de 2006 el partit va obtenir el 2,2% dels vots populars i cap escó. L'aliança es va trencar poc després.